# Wish: el poder dels desitjos
Wish: el poder dels desitjos (o simplement Wish) és una pel·lícula musical d'animació estatunidenca produïda per Walt Disney Animation Studios i estrenada per Walt Disney Pictures. És la 62a pel·lícula d'animació produïda per l'estudi, i està dirigida per Chris Buck i Fawn Veerasunthorn (en el seu debut com a directora), produïda per Peter Del Vecho i Juan Pablo Reyes, i escrita per Jennifer Lee i Allison Moore. L'estil artístic combina l'animació per ordinador amb l'animació clàssica d'aquarel·la de Disney. Amb les veus original en anglès d'Ariana DeBose, Chris Pine i Alan Tudyk, se centra en una noia de 17 anys anomenada Asha (DeBose) que fa una súplica apassionada a les estrelles en un moment de necessitat quan percep una foscor al Regne de Roses que ningú més fa. S'ha doblat al català.
El desenvolupament de Wish va començar el gener de 2022 quan Lee estava escrivint la pel·lícula original als Walt Disney Animation Studios. El setembre de 2022, el projecte es va anunciar oficialment, i es va revelar el títol juntament amb el repartiment de veu. Està inspirat en el 100è aniversari de Disney, que uneix un tema important a totes les pel·lícules de Disney: els desitjos esdevenen realitat. Julia Michaels i Benjamin Rice van ser contractats per escriure les cançons de la pel·lícula, mentre que l'orquestrador habitual de Disney David Metzger va compondre la partitura.
Es va estrenar als Estats Units el 22 de novembre de 2023 per Walt Disney Studios Motion Pictures. El 16 de febrer de 2023, després dels fracassos comercials de Lightyear i Un món estrany, Disney va considerar ampliar les finestres cinematogràfiques tant per a Elemental com per a Wish amb l'esperança de tornar les famílies als cinemes.

## Premissa
Al Regne de Roses, situat al costat de la península Ibèrica, una noia de 17 anys anomenada Asha intueix una foscor que ningú més fa, provocant una súplica apassionada a les estrelles en un moment de necessitat. Una estrella real del cel anomenada Star respon al desig d'Asha.